# پست-پانک
پُست-پانک (به انگلیسی: Post-punk) نام جنبشی در موسیقی راک است که ریشه آن به اواخر دهه هفتاد و بعد از رشد چشمگیر موسیقی پانک راک برمی‌گردد. با اینکه زمینه این موسیقی همان پانک راک است اما بیشتر از پانک راک، حالت تجربی، پیچیده و درونگرایی در آن مشاهده می‌شود. پست-پانک زمینه را برای موسیقی آلترنتیو راک با گسترش موسیقی پانک و زیرزمینی و وارد کردن مولفه‌های موسیقی کرائوتراک (خصوصاً استفاده از سینتی سایزر و تکرارهای پی در پی)، موسیقی جامائیکایی، موسیقی فانک آمریکایی، موسیقی تجربی و حتی قطب مخالف موسیقی پانک یعنی دیسکو آماده کرد.

## گروه‌ها
- دپش مد
- مگزین
- جوی دیویژن
- آر.ای.ام.
- یو تو
- د کیور
- کیلینگ جوک
- د سوند
- د فال
- سانیک یوث
- د لرد آو نیو چرچ